# Commissione indipendente per la valutazione, la trasparenza e l'integrità delle amministrazioni pubbliche
La Commissione per la valutazione, la trasparenza e l'integrità delle amministrazioni pubbliche (acronimo CiVIT) era un'Autorità amministrativa indipendente italiana.

## Storia
La Commissione indipendente per la Valutazione, la Trasparenza e l'Integrità delle amministrazioni pubbliche è stata istituita con il decreto legislativo 150/2009 varato dal Governo Berlusconi IV in attuazione della legge 15/2009 (cd. riforma Brunetta). La commissione è entrata in funzione nel 2010.
La legge Severino - emanata durante il governo Monti - ne ha mutato il nome in Autorità nazionale anticorruzione e per la valutazione e la trasparenza nelle amministrazioni pubbliche, potenziandone contestualmente i poteri. Due anni più tardi il Governo Renzi con il decreto-legge 24 giugno 2014, n. 90 convertito con modificazioni dalla legge 11 agosto 2014, n. 114, ha soppresso l'Autorità facendone confluire strutture e personale nella "Autorità nazionale anticorruzione" (ANAC) creata con la stessa norma. Il medesimo decreto ha soppresso l'Autorità per la vigilanza sui contratti pubblici di lavori, servizi e forniture, le cui funzioni e personale sono stati trasferiti all'ANAC.

## Membri

### Le nomine iniziali
Dopo la sua costituzione, il Ministro per la Pubblica Amministrazione e l'Innovazione Renato Brunetta nominò membri della CiVIT Luciano Hinna, Antonio Martone, Pietro Micheli, Filippo Patroni Griffi e Luisa Torchia. Come Presidente il Ministro designò Antonio Martone.

### Le prime dimissioni
Il 14 gennaio 2011 Pietro Micheli annunciò le sue dimissioni dalla CiVIT definendola "inutile". Il 30 giugno 2011 anche Luisa Torchia rassegnò le dimissioni. Al loro posto il ministro Brunetta nominò Alessandro Natalini e Romilda Rizzo.
Il 28 novembre 2011 Filippo Patroni Griffi venne nominato Ministro del neonato Governo Monti e si dimise quindi  dalla CiVIT.

### Le dimissioni di Martone e la nomina di Rizzo
Il 14 marzo 2012 Antonio Martone si dimise dalla Presidenza della CiVIT in seguito ad un'inchiesta del quotidiano la Repubblica, che lo vede coinvolto in presunti favoritismi a favore di suo figlio Michel Martone. Al suo posto il Ministro per la Pubblica Amministrazione e la Semplificazione Filippo Patroni Griffi nominò Presidente Romilda Rizzo.
Il 23 giugno 2012 anche Luciano Hinna si dimise dalla CiVIT, che rimase composta quindi solo da Martone, Rizzo e Natalini.
Nel novembre 2012 i tre membri furono confermati nella neonata Autorità nazionale anticorruzione e per la valutazione e la trasparenza nelle amministrazioni pubbliche.

### Le dimissioni in massa e la nomina di Cantone
Il 22 aprile 2014 la presidente Romilda Rizzo e i due componenti Antonio Martone e Alessandro Natalini rassegnarono le dimissioni dall'Autorità Anticorruzione, che rimase quindi senza membri. Il Ministro per la Pubblica Amministrazione e la Semplificazione Marianna Madia ringraziò i membri per il lavoro da loro svolto e nominò nuovo presidente dell'Autorità il magistrato Raffaele Cantone. Il ministro non nominò ulteriori membri. Qualche mese più tardi l'Autorità venne soppressa e trasformata nell'Autorità nazionale anticorruzione (ANAC).

## Funzioni
La sua funzione fondamentale era di garantire in modo indipendente dal governo italiano l'ottimizzazione della produttività del lavoro pubblico e l'efficienza e trasparenza delle pubbliche amministrazioni italiane.
La legge affidava alla Commissione, chiamata ad operare in posizione di indipendenza di giudizio e di valutazione e in piena autonomia, il compito di indirizzare, coordinare e sovrintendere all'esercizio delle funzioni di valutazione, garantendo la trasparenza dei sistemi adottati e la visibilità degli indici di andamento gestionale delle amministrazioni pubbliche. A questo compito – volto essenzialmente a favorire l'efficienza dell'attività pubblica e la qualità dei servizi resi ai cittadini anche riconoscendo e premiando effettivamente il merito dei singoli e dei gruppi che operano all'interno delle amministrazioni – si accompagnava quello di garantire la trasparenza totale delle amministrazioni, cioè l'accessibilità dei dati inerenti al loro funzionamento anche con la fornitura in rete di una accorta selezione di quelli veramente utili a consentire alle istituzioni e ai cittadini di operare un partecipato controllo sul modo di gestione della “cosa pubblica”.
Nell'intento del legislatore, la trasparenza dei dati dovrebbe costituire lo strumento per assicurare l'integrità delle pubbliche amministrazioni e prevenire in tal modo il grave fenomeno della corruzione.

## Composizione

### 2010-2014
- Romilda Rizzo (Presidente dal 2012 al 2014)
- Luciano Hinna
- Antonio Martone (Presidente dal 2010 al 2012)
- Pietro Micheli (dimessosi in data 14 gennaio 2011)
- Alessandro Natalini
- Filippo Patroni Griffi (sino alla nomina a Ministro, in data  28 novembre 2011)
- Luisa Torchia (dimessasi in data 30 giugno 2011)

### 2014
Fino al 24 giugno 2014, la CIVIT era composta dal solo Presidente Raffaele Cantone, non essendo nominati gli ulteriori componenti.